# Submarin clasa Ohio

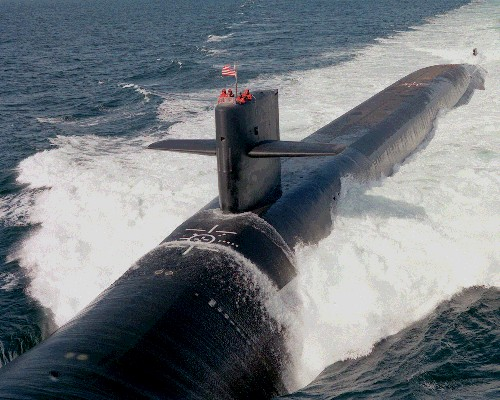
Submarin clasa Ohio

Clasa Ohio este compusă din 18 submarine cu propulsie nucleară. Sunt cele mai mari submarine din dotarea United States Navy. Au fost concepute în timpul Războiului Rece ca submarine purtătoare de rachete balistice strategice Trident. Au fost construite de General Dynamics.